# Мыскина, Анастасия Андреевна
Анастаси́я Андре́евна Мы́скина (род. 8 июля 1981, Москва) — российская теннисистка и тренер, заслуженный мастер спорта. Победительница одного турнира Большого шлема в одиночном разряде (Открытый чемпионат Франции-2004); полуфиналистка одного турнира Большого шлема в парном разряде (Открытый чемпионат Австралии-2005); полуфиналистка одного турнира Большого шлема в миксте (Открытый чемпионат Франции-2005); бывшая вторая ракетка мира в одиночном разряде; двукратная обладательница Кубка Федерации (2004-05) в составе национальной сборной России; победительница 15 турниров WTA (10 — в одиночном разряде). Первая в истории теннисистка из стран бывшего СССР, выигравшая турнир Большого шлема в женском одиночном разряде.
Вице-президент Федерации тенниса России.

## Общая информация
Отца Анастасии зовут Андрей, мать — Галина. 28 апреля 2008 года родила сына Евгения. 30 августа 2010 года у Анастасии родился второй сын Георгий, а 1 марта 2012 года в семье Анастасии и её сожителя, бизнесмена и политика Сергея Мамедова, родился третий сын Павел.
16 декабря 2017 года Мыскина и Мамедов объявили о расставании после 11 лет совместной жизни.
Награды
- Орден Дружбы (28 декабря 2009) — за заслуги в развитии физической культуры и спорта и многолетнюю добросовестную работу[6]
- Член Зала российской теннисной славы с 2011 года[7].
- Лауреат Национальной премии общественного признания достижений женщин «Олимпия» Российской Академии бизнеса и предпринимательства[8] в 2005 г.

## Спортивная карьера
Начало карьеры.
Тренеры ― Р. М. Исланова и С. П. Мирза. Мыскина стала профессиональной теннисисткой в 1998 году и тогда же вошла в список 500 лучших. Первые титулы на турнирах из цикла ITF были завоёваны ей ещё в 1997 году. когда она выиграла один одиночный и три парных трофея (совместно с Еленой Дементьевой). В апреле 1998 года Мыскина дебютировала в составе сборной России в розыгрыше Кубка Федерации. В первом раунде главного командного турнира она сыграла парный матч против сборной Австралии, но проиграла его, выступая в дуэте с Татьяной Пановой. В июне она выиграла 10-тысячник цикла ITF в Эстонии.
В июне 1999 года Анастасия впервые сыграла на основных соревнованиях WTA-тура. Произошло это на турнире в Ташкенте, куда она пробилась через квалификацию и в первом раунде проиграла итальянке Адриане Серра-Дзанетти. В том же месяце Мыскина выиграла 25-тысячник ITF в Италии. В июле уже на втором для себя турнире WTA россиянка смогла завоевать первый титул. Начав грунтовые соревнования в Палермо с квалификации, 18-летняя москвичка смогла выиграть восемь матчей подряд, в том числе и в финале у испанки Анхелес Монтолио со счётом 3-6, 7-6(3), 6-2. В конце августа, пройдя три раунда квалификации, Мыскина дебютирует на турнирах серии Большого шлема, сыграв в основной сетке Открытого чемпионата США. В первом своём матче на таком уровне она обыграла австралийку Лизу Макши, а в следующем матче проиграла американке Мэри-Джо Фернандес. В ноябре Анастасия вышла в 1/4 финала на турнире в Куала-Лумпуре. По итогам сезона она заняла 65-е место одиночного рейтинга.
В первой половине сезона 2000 года Мыскина не могла на турнирах преодолеть стартовые раунды. В мае она дебютировала на Открытом чемпионате Франции, где в первом же раунде проиграла Каре Блэк. На первом в карьере Уимблдонском турнире ей удалось выступить лучше. В двух стартовых раундах она преодолела сопротивление представительниц Бельгии Лоранс Куртуа и Ким Клейстерс, а в матче третьего раунда проиграла Кристине Бранди из США. В июле Анастасия прошла в полуфинал грунтового турнира в Сопоте. На Открытом чемпионате США она выбыла уже в первом раунде, проиграв чешке Квете Грдличковой. В сентябре Мыскина приняла участие в первых в своей карьере Олимпийских играх, которые в том году проходили в Сиднее. В одиночном разряде она проиграла во втором раунде. В парном разряде, где она выступила в команде с Еленой Лиховцевой её ждал такой же результат. В октябре россиянка через квалификацию прошла на турнир 1-й категории в Цюрихе. Она смогла обыграть по ходу турнира Патти Шнидер и Елену Дементьеву и вышла в четвертьфинал, где Анастасию останавливает один из лидеров мирового тенниса на тот момент Мартина Хингис.
2001-03. Попадание в Топ-10.
Начало сезона 2001 года Мыскиной пришлось пропустить из-за травмы. Из-за этого она вылетела за пределы первой сотни мирового рейтинга. Возвращение на корт произошло уже в апреле. На Открытом чемпионате Франции россиянка проиграла в первом раунде Мартине Сухе. На Уимблдоне Анастасия выиграла на старте у Паулы Суарес, а во втором раунде проиграла Ай Сугияме. Открытый чемпионат США завершился для неё поражением в первом раунде от представительницы Топ-10 Амели Моресмо. В конце сентября на турнире в Лейпциге Мыскина впервые в сезоне дошла до четвертьфинала. В октябре на домашнем турнире 1-й категории в Москве она смогла выйти в полуфинал. где проиграла Елене Дементьевой. Результаты концовки сезона позволили москвичке вернуться в первую сотню и занять по итогам 2001 года 59-е место.
В январе 2002 года Мыскина наконец-то смогла дебютировать на Открытом чемпионате Австралии и прошла там во второй раунд, где проиграла соотечественнице Дементьевой. В феврале она дважды дошла до 1/4 финала на турнирах в Дохе и Дубае. Следующий раз в четвертьфинал она вышла в апреле на турнирах в Сарасоте и Чарлстоне. В мае на турнире 1-й категории в Риме она впервые обыграла теннисистку из Топ-10 (Елену Докич) и сама поднялась уже в Топ-20. Сам же турнир завершился для Анастасии в четвертьфинале. На Ролан Гаррос она выбыла уже в пером раунде, уступив японке Синобу Асагоэ. В июне, перейдя на траву, Мыскина вышла в финал турнира в Бирмингеме, где вновь по ходу сезона встретилась с Еленой Докич. На этот раз россиянка уступила со счётом 2-6, 3-6. Через неделю она вновь сыграла в решающем матче, пройдя в финал турнира в Истборне и опять уступила в последний момент. На этот раз обидчицей Мыскиной стала Чанда Рубин (1-6, 3-6). На Уимблдоне Анастасия вышла в стадию третьего раунда, где не смогла обыграть Амели Моресмо.
В августе 2002 года она неплохо сыграла на турнире в Нью-Хейвене. Мыскина смогла переиграть трёх известных теннисисток: Кончиту Мартинес, Жюстин Энен и Мартину Хингис. Таким образом, она вышла в полуфинал, где проиграла американке Линдсей Дэвенпорт. На Открытом чемпионате США результатом Мыскиной стал выход в третий раунд. В сентябре она выиграла 2-й в карьере титул WTA. Анастасии покорился турнир 2-й категории в Коста-ду-Сауипе, где в главном матче за титул она обыграла Элени Данилиду — 6-3, 0-6, 6-2. Через две недели после этого россиянка сыграла в финале уже европейского турнира в Лейпциге. На этот раз ей не удалось завоевать главный приз — в финале её одолела Серена Уильямс со счётом 6-3, 6-2. По итогам сезона 2002 года Мыскина смогла занять 15-е место, а в его концовке впервые приняла участие в итоговом турнире WTA, где проиграла уже в первом раунде Елене Докич.
В январе 2003 года на Открытом чемпионате Австралии Мыскина впервые в карьере вышла в четвертьфинал турнира серии Большого шлема. В борьбе за выход в полуфинал она проиграла Ким Клейстерс. В феврале Анастасия удачно сыграла на турнире в Дохе. Она смогла завоевать титул. В решающем матче ей противостояла соотечественница Елена Лиховцева и этот финал турнира WTA стал первым «российским» в истории женского тенниса. Мыскина обыграла Лиховцеву со счётом 6-3, 6-1. Этот триумф позволил Анастасии впервые подняться в первую десятку женского рейтинга. На следующем турнире Ближнего Востока в Дубае она прошла в четвертьфинал. Следующего титула россиянка добилась в апреле на турнире в Сарасоте, где в финале обыграла Алисию Молик — 6-4, 6-1. Лучшими результатами в мае для неё становится выходы в четвертьфиналы на турнире 1-й категории в Риме и 3-й категории в Страсбурге. На кортах Ролан Гаррос она оступилась уже во втором раунде, проиграв венгерской теннисистке Петре Мандуле. На Уимблдонском турнире Мыскина смогла выступить лучше, дойдя до стадии четвёртого раунда, на которой проиграла Дженнифер Каприати. В конце июля она сыграла в четвертьфинале в Сопоте. Следующий раз 1/4 ей покорилась на Открытом чемпионате США. На этой стадии она уступила итоговой чемпионке того розыгрыша Жюстин Энен-Арденн.
В сентябре 2003 года Мыскиной удалось великолепное выступление на турнире 2-й категории в Лейпциге. В решающих матчах она обыграла двух финалисток последнего розыгрыша Открытого чемпионата США: В полуфинале на отказе от продолжения матча Ким Клейстерс (5-7, 4-4) и в финале Энен-Арденн (3-6, 6-3, 6-3). Этот титул стал для москвички пятым в карьере на основных соревнованиях ассоциации. Победное шествие она продолжила через неделю на домашнем турнире в Москве. В финале она выиграла у француженки Мари Пьерс (6-2, 6-4) и завоевала дебютный титул на турнирах 1-й категории. Мыскина к тому же стала первой россиянкой, которая выиграла Кубок Кремля в одиночном розыгрыше у женщин. В конце октября она сыграла в 1/4 финала турнира в Линце. В начале ноября Мыскина сыграла в финале турнира в Филадельфии, но в борьбе за чемпионский титул проиграла Амели Моресмо — 7-5, 0-6, 2-6. На итоговом турнире, куда она отобралась благодаря высокому рейтингу, Анастасия в своей группе выиграла матч у Ай Сугиямы и проиграла встречи с Жюстин Энен-Арденн и Дженнифер Каприати, таким образом завершив соревнования. По итогам сезона 2003 года Мыскина заняла 7-е место в мире и стала лучшей представительницей России в рейтинге.
2004-05. Триумф на Ролан Гаррос.
Сезон 2004 года Мыскина начала с выступления на командном турнире Кубок Хопмана. На первом в году индивидуальном турнире в Сиднее она вышла в четвертьфинал. На Открытом чемпионате Австралии россиянка, как и год назад, вышла в 1/4 финала, где её соперницей вновь стала Ким Клейстерс, которая второй раз подряд обыграла Анастасию на Австралийском чемпионате. В феврале Мыскина сыграла в четвертьфинале на турнире в Дубае и смогла защитить титул на турнире в Дохе, где в финале смогла обыграть Светлану Кузнецову — 4-6, 6-4, 6-4. После этого турнира Мыскина стала первой россиянкой, которая смогла войти в Топ-5 мирового женского рейтинга. В марте на турнире 1-й категории в Индиан-Уэллсе она смогла выйти в полуфинал, а в начале мая — в четвертьфинал турнира в Берлине. Главного достижения в своей карьере Мыскина добилась в этом сезоне на Открытом чемпионате Франции. 5 июня 2004 года она вошла в историю как первая российская теннисистка, выигравшая турнир Большого шлема в одиночном разряде. В первом чисто российском финале в истории она победила на Ролан Гаррос свою подругу детства Елену Дементьеву со счётом 6-1, 6-2. Примечательно, что до этой победы Мыскина за четыре выступления на Открытом чемпионате Франции смогла выиграть лишь один матч и не проходила дальше второго раунда.
| Стадия  | Соперница (посев)       | Рейтинг | Счёт        |
| 1 раунд | Алисия Молик            | 32      | 4-6 6-3 6-4 |
| 2 раунд | Барбора Стрыцова        | 68      | 6-0 6-4     |
| 3 раунд | Дениса Хладкова         | 70      | 6-3 7-6(3)  |
| 4 раунд | Светлана Кузнецова (11) | 11      | 1-6 6-4 8-6 |
| 1/4     | Винус Уильямс (4)       | 9       | 6-3 6-4     |
| 1/2     | Дженнифер Каприати (7)  | 6       | 6-2 6-2     |
| Финал   | Елена Дементьева (9)    | 10      | 6-1 6-2     |

Выступление во Франции позволило Мыскиной подняться на третью строчку женской классификации. На Уимблдонском турнире 2004 года россиянка в третьем раунде проигрывает Эми Фразьер. Летом она смогла выступить в финале турнира 1-й категории в Сан-Диего, где не смогла обыграть Линдсей Дэвенпорт (1-6, 1-6). Ещё на одном турнире 1-й категории в Монреале Мыскина прошла в полуфинал, где её обыграла соотечественница Елена Лиховцева. До стадии полуфинала она добралась также в августе на турнире в Сопоте. Затем Анастасия приняла участие в Олимпийских играх, которые проходили в Афинах. Она оказалась в шаге от завоевания медали. Пройдя в полуфинал, Мыскина в матче с Жюстин Энен-Арденн вела в третьем решающем сете со счётом 5-1, однако бельгийка смогла совершить потрясающий камбэк и обыграла россиянку с общим счётом 7-5 5-7 8-6. В матче за бронзовую медаль Мыскина не нашла в себе дополнительных сил после поражения в полуфинале и проиграла австралийке Алисии Молик (3-6, 4-6).
На Открытом чемпионате США 2004 года она выбыла уже на стадии второго раунда, уступив Анне Чакветадзе. В сентябре Мыскина выиграла первый парный титул WTA на соревнованиях, проводившихся на Бали, разделив этот успех с Ай Сугиямой. В октябре она вышла в полуфинал турнира в Фильдерштадте. На турнире 1-й категории Кубке Кремля Анастасия смогла сделать победный дубль. В одиночных соревнованиях по ходу турнира она обыграла Лиховцеву, Звонарёву, Дэвенпорт и в финале ещё раз по ходу сезона Елену Дементьеву (7-5, 6-0). В парном разряде она победила, выступив совместно с Верой Звонарёвой. В ноябре Мыскина вышла в четвертьфинал турнира в Филадельфии. На Итоговом турнире в своей группе она победила Линдсей Дэвенпорт и Елену Дементьеву и проиграла Серене Уильямс. Это позволило ей выйти в полуфинал, где она проиграла своей соотечественнице Марии Шараповой. В концовке сезона 2004 года Мыскина помогла сборной России завоевать Кубок Федерации. Её вклад в общую победу был весьма весомым. По ходу сезона она сыграла во всех раундах и выиграла 8 матчей из 9 (включая один парный), проиграв только одну встречу первого раунда. В финале против сборной Франции Мыскина сыграла две личных и одну парную встречи (с Верой Звонарёвой) и во всех одержала победу. В итоге она принесла все победные очки для своей команды и Россия обыграла Францию со счётом 3-2. 2004 год стал самым успешным в профессиональной карьере Мыскиной. По его итогам она заняла 3-е место в рейтинге и впервые в истории российского тенниса она была официально признана чемпионкой мира по версии Международной федерации тенниса (ITF).
На Открытом чемпионате Австралии 2005 года Мыскина вышла в четвёртый раунд. где проиграла Натали Деши. В феврале она сыграла в полуфинале зального турнира в Антверпене. В начале марта россиянка вышла в четвертьфинал турнира в Дубае. В целом сезон 2005 года складывался для Анастасии неудачно, во многом это объясняется раковым заболеванием её матери. Из-за пропуска многих турниров она выпала из десятки сильнейших. На Открытом чемпионате Франции она не смогла защитить прошлогодний титул, став первой действующей чемпионкой турнира выбывшей уже после первого раунда. В июне на травяном турнире в Истборне Мыскина вышла в 1/4 финала. Также в четвертьфинал она прошла и на Уимблдонском турнире, где проиграла Амели Моресмо. По ходу турнира она совершила несколько камбэков. В третьем раунде в матче с Еленой Янкович Мыскина проигрывала 1-5 в решающем сете, но смогла победить с общим счётом 6-0, 5-7, 10-8. В четвёртом раунде против Елены Дементьевой она начала матч с проигрыша 1-6, 0-3 и смогла переломить матч и выиграть 1-6, 7-6(9), 7-5.
После Уимблдона 2005 года Анастасия выходит на корт более чем через месяц на турнире в Стокгольме. Ей удалось выйти в финал турнира, где в борьбе за главный приз она проиграла Катарине Среботник — 5-7, 2-6. На турнире 1-й категории в Торонто Мыскина смогла пройти в полуфинал. Открытый чемпионат США завершился для москвички на стадии третьего раунда, где она проиграла Елене Лиховцевой. В сентябре Мыскина в составе сборной России завоевала второй год подряд Кубок Федерации. В отличие от прошлой победы, где Мыскина принесла в финале все три победных очка, она не сумела помочь команде, проиграв обе личных встречи. Но на этот раз ей помогли подруги по команде, которые взяли три очка в матче с француженками, и Россия вновь выиграла престижный командный трофей. Через неделю Мыскина смогла сделать победный дубль на турнире в Калькутте. В финале одиночных соревнований она переиграла Каролину Шпрем со счётом 6-2, 6-2, а в парном разряде смогла взять кубок совместно с Еленой Лиховцевой. Титул, завоеванный в одиночках, стал 10-м индивидуальным трофеем на турнирах WTA для Мыскиной. Также он стал последним личным трофеем в её карьере. В начале октября Анастасия в паре с Даниэлой Гантуховой завоевала парный приз турнира в Фильдерштадте. На турнире в Москве она прошла в четвертьфинал, где проиграла Дементьевой. Последним в сезоне турниром для неё стал Цюрих, где Мыскина смогла выйти в полуфинал, уступив там Дэвенпорт. По итогу сезона она заняла 14-е место.
2006-07. Завершение карьеры.
Стартовала в сезоне 2006 года Мыскина на Открытом чемпионате Австралии и вышла там в четвёртый раунд. После него она сыграла на турнире 1-й категории в Токио, где попала в полуфинал. Следующим заметным результатом для россиянки стал выход в 1/4 финала на турнире в Майами в конце марта. В мае в дуэте с Еленой Лиховцевой она смогла выиграть парный титул на турнире в Варшаве.В преддверии Ролан Гаррос Мыскина сыграла в финале турнира в Стамбуле, но проиграла его Шахар Пеер — 6-1, 3-6, 6-7(3). На самом же Открытом чемпионате Франции она прошла в четвёртый раунд, переиграв в третьем Ану Иванович. В борьбе за путёвку в четвертьфинал Анастасия проиграла Жюстин Энен-Арденн, которая в том году стала чемпионкой турнира. В июне Мыскина вновь встретилась с бельгийкой в финале турнира в Истборне и снова проиграла (6-4, 1-6, 6-7(5)). На Уимблдонском турнире Анастасия выиграла четыре матча в том числе и у двух сеяных теннисисток: Анабель Медины Гарригес и Елены Янкович и вышла второй год подряд в четвертьфинал. На этой стадии она, как и год назад, встретилась с Амели Моресмо, которая была первым номером посева, и опять проиграла в борьбе за выход в полуфинал. В августе Мыскина вышла ещё в один финал по ходу сезона на турнире в Стокгольме. На этот раз её обыграла китаянка Чжэн Цзе — 4-6, 1-6. На Открытом чемпионате США россиянка вылетела уже на старте, уступив 17-летней Виктории Азаренко. До конца сезона она сыграла только на одном турнире в Цюрихе, где проиграла уже в первом раунде, закончив сезон на итоговом 16-м месте.
За весь 2007 года Мыскина сыграла всего два матча: первый в январе на турнире в Окленде, а второй в мае на Открытом чемпионате Франции. После этого она приняла решение завершить профессиональную карьеру из-за травмы ноги.

## После завершения карьеры теннисистки
Ещё до официального завершения карьеры теннисистки в марте 2007 года Мыскина попробовала свои силы в качестве телеведущей передачи «Наш футбол» на канале НТВ. В том году она участвовала в шоу «Ледниковый период», где продержалась недолго, катаясь в паре с Андреем Хвалько. В январе 2009 года — ведущая программы «Скажи, что не так?!» на телеканале «Домашний». Мыскина также стала работать комментатором на телеканале НТВ-Плюс Теннис, а позже вошла в состав тренерского штаба сборной в Кубке Федерации. Зимой 2014 года Анастасия была назначена капитаном команды.
В октябре 2016 года была избрана вице-президентом Федерации тенниса России.
На данный момент работает в Ютуб канале:" БОЛЬШЕ!"

## Рейтинг на конец года
| Год  | Одиночный рейтинг | Парный рейтинг |
| 2007 | 1065              |                |
| 2006 | 16                | 78             |
| 2005 | 14                | 39             |
| 2004 | 3                 | 16             |
| 2003 | 7                 | 71             |
| 2002 | 11                | 185            |
| 2001 | 59                | 158            |
| 2000 | 58                | 179            |
| 1999 | 65                | 591            |
| 1998 | 293               | 814            |
| 1997 | 622               |                |
| 1996 | 818               |                |
| 1995 | 920               |                |

## Выступления на турнирах

### Финалы турниров Большого шлема в одиночном разряде (1)

#### Победы (1)
| №  | Год  | Турнир                     | Покрытие | Соперница в финале | Счёт    |
| 1. | 2004 | Открытый чемпионат Франции | Грунт    | Елена Дементьева   | 6-1 6-2 |

### Финалы турнировWTAв одиночном разряде (19)

#### Победы (10)
| Легенда:                    |
| --------------------------- |
| Турниры Большого Шлема (1)  |
| Олимпиада (0)               |
| Итоговый чемпионат года (0) |
| 1-я категория (2+1)         |
| 2-я категория (3+2)         |
| 3-я категория (2+2)         |
| 4-я категория (2)           |
| 5-я категория (0)           |

| Титулы по покрытиям | Титулы по месту проведения матчей турнира |
| ------------------- | ----------------------------------------- |
| Хард (4+3)          | Зал (3+3)                                 |
| Грунт (3+1)         | Зал (3+3)                                 |
| Трава (0)           | Открытый воздух (7+2)                     |
| Ковёр (3+1)         | Открытый воздух (7+2)                     |

| №   | Дата             | Турнир                     | Покрытие | Соперница в финале | Счёт           |
| 1.  | 18 июля 1999     | Палермо, Италия            | Грунт    | Анхелес Монтолио   | 3-6 7-6(3) 6-2 |
| 2.  | 14 сентября 2002 | Коста-ду-Сауипе, Бразилия  | Хард     | Элени Данилиду     | 6-3 0-6 6-2    |
| 3.  | 16 февраля 2003  | Доха, Катар                | Хард     | Елена Лиховцева    | 6-3 6-1        |
| 4.  | 6 апреля 2003    | Сарасота, США              | Грунт    | Алисия Молик       | 6-4 6-1        |
| 5.  | 28 сентября 2003 | Лейпциг, Германия          | Ковёр(i) | Жюстин Энен-Арденн | 3-6 6-3 6-3    |
| 6.  | 5 октября 2003   | Москва, Россия             | Ковёр(i) | Амели Моресмо      | 6-2 6-4        |
| 7.  | 6 марта 2004     | Доха, Катар (2)            | Хард     | Светлана Кузнецова | 4-6 6-4 6-4    |
| 8.  | 3 июня 2004      | Открытый чемпионат Франции | Грунт    | Елена Дементьева   | 6-1 6-2        |
| 9.  | 17 октября 2004  | Москва, Россия (2)         | Ковёр(i) | Елена Дементьева   | 7-5 6-0        |
| 10. | 25 сентября 2005 | Калькутта, Индия           | Хард(i)  | Каролина Шпрем     | 6-2 6-2        |

#### Поражения (9)
| №  | Дата             | Турнир                      | Покрытие | Соперница в финале | Счёт           |
| 1. | 16 июня 2002     | Бирмингем, Великобритания   | Трава    | Елена Докич        | 2-6 3-6        |
| 2. | 22 июня 2002     | Истборн, Великобритания     | Трава    | Чанда Рубин        | 1-6 3-6        |
| 3. | 29 сентября 2002 | Лейпциг, Германия           | Ковёр(i) | Серена Уильямс     | 3-6 2-6        |
| 4. | 2 ноября 2003    | Филадельфия, США            | Хард(i)  | Амели Моресмо      | 7-5 0-6 2-6    |
| 5. | 1 августа 2004   | Сан-Диего, США              | Хард     | Линдсей Дэвенпорт  | 1-6 1-6        |
| 6. | 14 августа 2005  | Стокгольм, Швеция           | Хард     | Катарина Среботник | 5-7 2-6        |
| 7. | 27 мая 2006      | Стамбул, Турция             | Грунт    | Шахар Пеер         | 6-1 3-6 6-7(3) |
| 8. | 24 июня 2006     | Истборн, Великобритания (2) | Трава    | Жюстин Энен-Арденн | 6-4 1-6 6-7(5) |
| 9. | 13 августа 2006  | Стокгольм, Швеция (2)       | Хард     | Чжэн Цзе           | 4-6 1-6        |

### Финалы турнировITFв одиночном разряде (6)

#### Победы (3)
| Легенда:         |
| ---------------- |
| 100.000 USD (0)  |
| 75.000 USD (0)   |
| 50.000 USD (0)   |
| 25.000 USD (1)   |
| 10.000 USD (2+3) |

| Титулы по покрытиям | Титулы по месту проведения матчей турнира |
| ------------------- | ----------------------------------------- |
| Хард (0+1)          | Зал (0)                                   |
| Грунт (3+2)         | Зал (0)                                   |
| Трава (0)           | Открытый воздух (3+3)                     |
| Ковёр (0)           | Открытый воздух (3+3)                     |

| №  | Дата            | Турнир          | Покрытие | Соперница в финале | Счёт           |
| 1. | 12 октября 1997 | Батуми, Грузия  | Грунт    | Елена Дементьева   | 6-7(1) 6-4 7-5 |
| 2. | 21 июня 1998    | Таллин, Эстония | Грунт    | Минна Раутайоки    | 7-5 6-3        |
| 3. | 27 июня 1999    | Гориция, Италия | Грунт    | Анхелес Монтолио   | 6-1 6-3        |

#### Поражения (3)
| №  | Дата             | Турнир                    | Покрытие | Соперница в финале | Счёт           |
| 1. | 20 сентября 1998 | Биоград-на-Мору, Хорватия | Грунт    | Анна Зарская       | 4-6 7-5 6-7(5) |
| 2. | 11 октября 1998  | Батуми, Грузия            | Ковёр    | Аманда Хопманс     | 2-6 5-7        |
| 3. | 4 июля 1999      | Орбетелло, Италия         | Грунт    | Лаура Дельанджело  | 3-6 6-7(8)     |

### Финалы турнировWTAв парном разряде (6)

#### Победы (5)
| №  | Дата             | Турнир                 | Покрытие | Партнёрша         | Соперницы в финале                         | Счёт        |
| 1. | 19 сентября 2004 | Бали, Индонезия        | Хард     | Ай Сугияма        | Светлана Кузнецова Аранча Санчес-Викарио   | 6-3 7-5     |
| 2. | 17 октября 2004  | Москва, Россия         | Ковёр(i) | Вера Звонарёва    | Вирхиния Руано Паскуаль Паола Суарес       | 6-3 4-6 6-2 |
| 3. | 25 сентября 2005 | Калькутта, Индия       | Хард(i)  | Елена Лиховцева   | Неха Уберой Шиха Уберой                    | 6-1 6-0     |
| 4. | 9 октября 2005   | Фильдерштадт, Германия | Хард(i)  | Даниэла Гантухова | Квета Пешке Франческа Скьявоне             | 6-0 3-6 7-5 |
| 5. | 7 мая 2006       | Варшава, Польша        | Грунт    | Елена Лиховцева   | Анабель Медина Гарригес Катарина Среботник | 6-3 6-4     |

#### Поражения (1)
| №  | Дата           | Турнир         | Покрытие | Партнёрша      | Соперницы в финале             | Счёт    |
| 2. | 5 октября 2003 | Москва, Россия | Ковёр(i) | Вера Звонарёва | Надежда Петрова Меганн Шонесси | 3-6 4-6 |

### Финалы турнировITFв парном разряде (4)

#### Победы (3)
| №  | Дата            | Турнир          | Покрытие | Партнёрша        | Соперницы в финале             | Счёт            |
| 1. | 17 августа 1997 | Стамбул, Турция | Хард     | Елена Дементьева | Седен Озлу Стелла Пенсиу       | 6-0 6-2         |
| 2. | 5 октября 1997  | Тбилиси, Грузия | Грунт    | Елена Дементьева | Анна Запорожанова Вера Жуковец | 3-6 6-0 6-4     |
| 3. | 12 октября 1997 | Батуми, Грузия  | Грунт    | Елена Дементьева | Даница Ковацова Ирина Носенко  | 6-1 1-0 — отказ |

#### Поражения (1)
| №  | Дата        | Турнир            | Покрытие | Партнёрша         | Соперницы в финале                   | Счёт    |
| 1. | 4 июля 1999 | Орбетелло, Италия | Грунт    | Мария Головизнина | Мариана Диас-Олива Клариса Фернандес | 4-6 2-6 |

### Финалы командных турниров (2)

#### Победы (2)
| №  | Год  | Турнир              | Команда                                       | Соперник в финале                               | Счёт |
| -- | ---- | ------------------- | --------------------------------------------- | ----------------------------------------------- | ---- |
| 1. | 2004 | Кубок Федерации     | Россия С. Кузнецова, А. Мыскина, В. Звонарёва | Франция Н. Деши, Т. Головин, М. Бартоли, Э. Луа | 3-2  |
| 2. | 2005 | Кубок Федерации (2) | Россия Е. Дементьева, А. Мыскина, Д. Сафина   | Франция М. Пьерс, А. Моресмо                    | 3-2  |

## История выступлений на турнирах
| Турниры Большого Шлема       |       |       |               |               |               |       |               |               |               |        |       |
| Открытый чемпионат Австралии | -     | -     | -             | 2Р            | 1/4           | 1/4   | 4Р            | 4Р            | -             | 0 / 5  | 14-5  |
| Открытый чемпионат Франции   | -     | 1Р    | 1Р            | 1Р            | 2Р            | П     | 1Р            | 4Р            | 1Р            | 1 / 8  | 11-7  |
| Уимблдон                     | -     | 3Р    | 2Р            | 3Р            | 4Р            | 3Р    | 1/4           | 1/4           | -             | 0 / 7  | 18-7  |
| Открытый чемпионат США       | 2Р    | 1Р    | 1Р            | 3Р            | 1/4           | 2Р    | 3Р            | 1Р            | -             | 0 / 8  | 13-8  |
| Итог                         | 0 / 1 | 0 / 3 | 0 / 3         | 0 / 4         | 0 / 4         | 1 / 4 | 0 / 4         | 0 / 4         | 0 / 1         | 1 / 28 |       |
| В/П в сезоне                 | 4-1   | 2-3   | 1-3           | 5-4           | 12-4          | 14-3  | 8-4           | 10-4          | 0-1           |        | 56-27 |
| Олимпийские игры             |       |       |               |               |               |       |               |               |               |        |       |
| Летняя олимпиада             | НП    | 2Р    | Не проводился | Не проводился | Не проводился | 1/2   | Не проводился | Не проводился | Не проводился | 0 / 2  | 5-3   |
| Итоговый турнир года         |       |       |               |               |               |       |               |               |               |        |       |
| Итоговый чемпионат WTA       | -     | -     | -             | 1Р            | Группа        | 1/2   | -             | -             | -             | 0 / 3  | 3-5   |

| Турнир                       | 2000  | 2001  | 2002  | 2003  | 2004  | 2005  | 2006  | Итог   | В/П за карьеру |
| ---------------------------- | ----- | ----- | ----- | ----- | ----- | ----- | ----- | ------ | -------------- |
| Турниры Большого Шлема       |       |       |       |       |       |       |       |        |                |
| Открытый чемпионат Австралии | -     | -     | 1Р    | -     | 1Р    | 1/2   | 2Р    | 0 / 4  | 5-4            |
| Открытый чемпионат Франции   | 1Р    | -     | -     | -     | 3Р    | 1Р    | 3Р    | 0 / 4  | 4-4            |
| Уимблдон                     | -     | К     | -     | 1Р    | 2Р    | 2Р    | 3Р    | 0 / 5  | 4-4            |
| Открытый чемпионат США       | -     | -     | -     | 1Р    | -     | 1Р    | -     | 0 / 2  | 0-2            |
| Итог                         | 0 / 1 | 0 / 1 | 0 / 1 | 0 / 2 | 0 / 3 | 0 / 4 | 0 / 3 | 0 / 15 |                |
| В/П в сезоне                 | 0-1   | 0-1   | 0-1   | 0-2   | 3-2   | 5-4   | 5-3   |        | 13-14          |

К — проигрыш в квалификационном турнире.
| Турнир                       | 2003  | 2005  | 2006  | Итог  | В/П за карьеру |
| ---------------------------- | ----- | ----- | ----- | ----- | -------------- |
| Турниры Большого Шлема       |       |       |       |       |                |
| Открытый чемпионат Австралии | -     | -     | 1Р    | 0 / 1 | 0-1            |
| Открытый чемпионат Франции   | -     | 1/2   | 2Р    | 0 / 2 | 4-1            |
| Уимблдон                     | 1Р    | 2Р    | -     | 0 / 2 | 1-1            |
| Открытый чемпионат США       | 1Р    | -     | -     | 0 / 1 | 0-1            |
| Итог                         | 0 / 2 | 0 / 2 | 0 / 2 | 0 / 6 |                |
| В/П в сезоне                 | 0-2   | 4-1   | 1-1   |       | 5-4            |